# Gruibingen
Gruibingen är en kommun och ort i Landkreis Göppingen i regionen Stuttgart i Regierungsbezirk Stuttgart i förbundslandet Baden-Württemberg i Tyskland.
Kommunen ingår i kommunalförbundet Oberes Filstal tillsammans med staden Wiesensteig samt kommunerna Drackenstein, Hohenstadt och Mühlhausen im Täle.